# Peloton (Radsport)

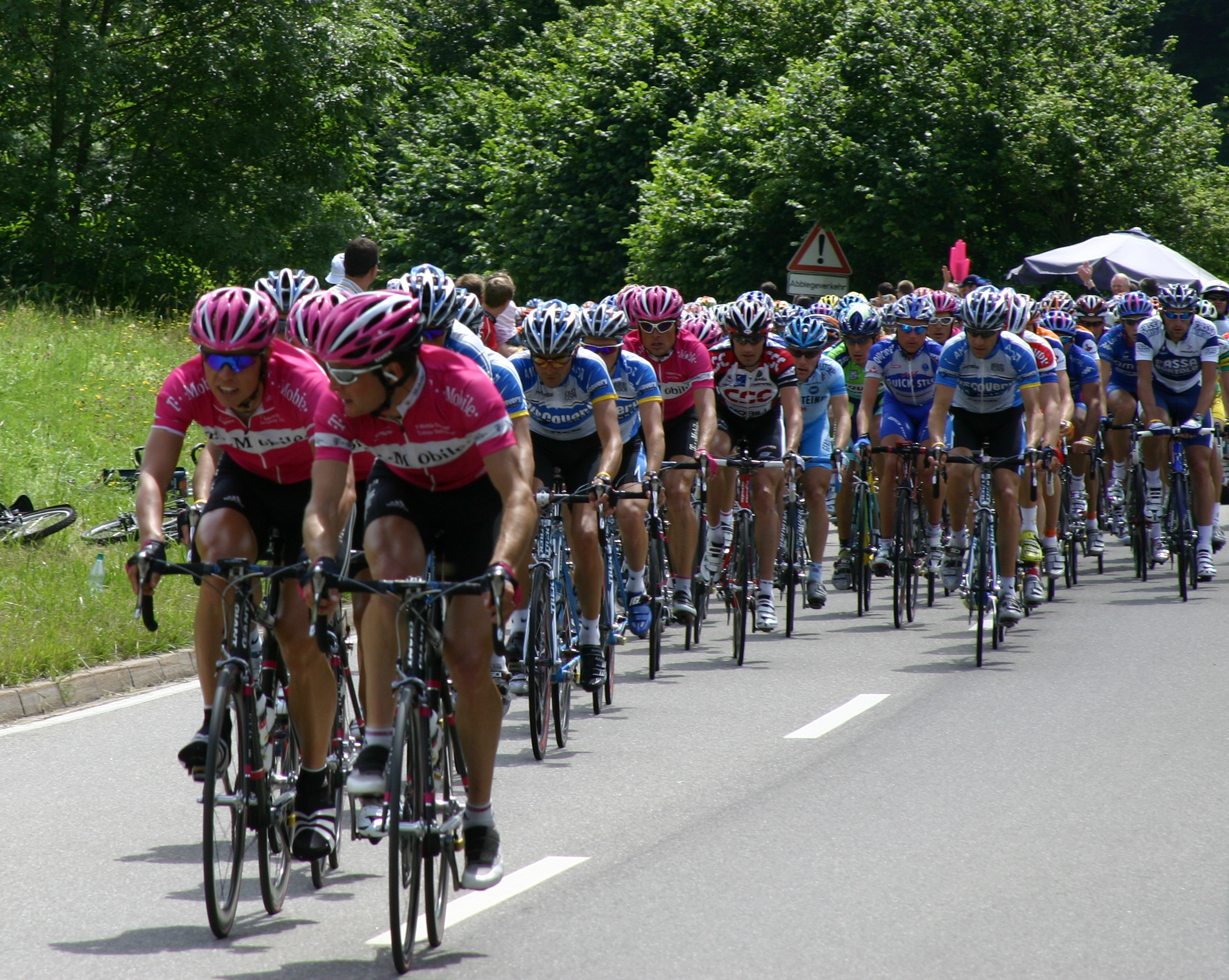
Das Peloton bei der Tour de France 2005, angeführt vom Team T-Mobile und Discovery

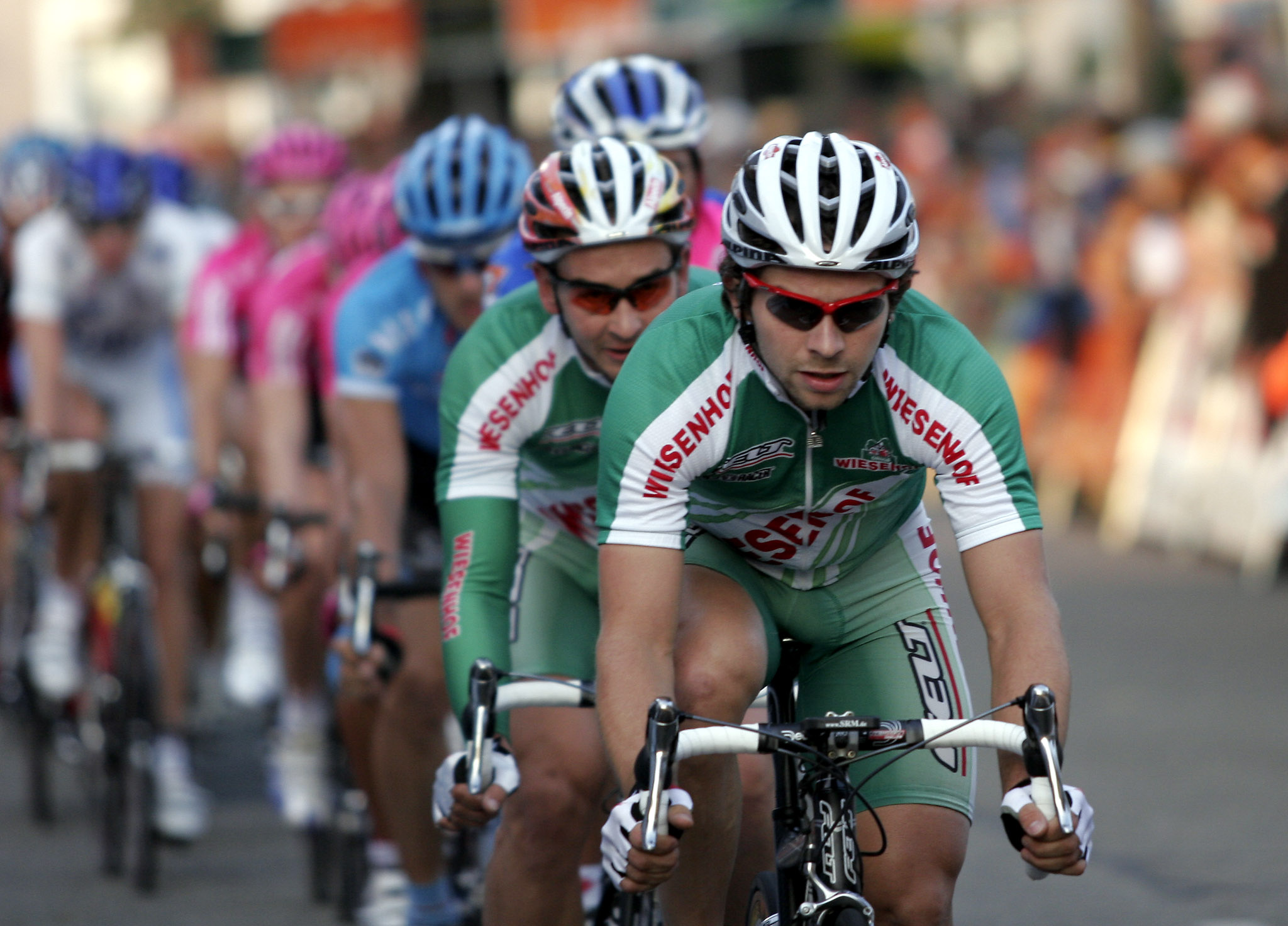
Die Spitze eines Pelotons beim Entega Grand Prix 2007 in Lorsch

Das Peloton (von franz.: pelote = Knäuel) bezeichnet im Straßenradsport das geschlossene Hauptfeld der Radrennfahrer.
Während der Begriff Hauptfeld zumindest im Bereich des deutschen Radsportverbandes BDR im Zusammenhang mit Überrundungen bei Kriterien und Rundstreckenrennen definiert ist, ist der Wortgebrauch im Sportjournalismus und in der Öffentlichkeit bisweilen unscharf: Je nach Rennverlauf wird als Peloton die größte Fahrergruppe, aber auch eine größere Gruppe mit den Favoriten des Rennens bezeichnet.

## Grundsätzliche Bedeutung
Aufgrund der – mit Ausnahme extremer Steigungen – überragenden Bedeutung des Luftwiderstandes als größtem Bestandteil der vom Fahrer zu erbringenden Leistung, wird im Radsport zur Nutzung des Windschattens überwiegend in großen Gruppen gefahren. Es wird im Massenstart gestartet und das Fahrerfeld bleibt meistens auf den ersten Kilometern des Rennens geschlossen beisammen. Da wegen des Luftwiderstandes der Windschatten des Vordermannes gesucht wird, beträgt der Abstand zum Vordermann meist zwischen 20 cm und 2 m. Der seitliche Abstand beträgt 20 cm bis 1 m.

## Bezugspunkt im Rennverlauf
Im weiteren Rennverlauf – zumeist an schwierigen Streckenpassagen wie Steigungen, Seitenwindabschnitten (Windkante), verwinkelten Kurven oder schmalen Straßen und dergleichen – kommt es zu sogenannten „Ausreißversuchen“ („Attacken“), in deren Verlauf einzelne Fahrer und mehr oder weniger kleine Gruppen versuchen, sich vom Hauptfeld abzusetzen. Die Renn- und Gruppenkonstellationen wechseln entsprechend häufig.
Die Reaktion auf Attacken im Hauptfeld ist unterschiedlich: Die Teamkollegen der ausreißenden Fahrer versuchen, das Hauptfeld durch Bremsen zu verlangsamen und am Aufschließen zu hindern, während die gegnerischen Teams versuchen, „das Loch zuzufahren“, also die Lücke zu schließen.
Ebenso wie bei diesen taktischen Manövern ist auch am Schluss des Rennens das Peloton der wichtigste Bezugspunkt für die Fahrer. So versuchen abgehängte Fahrer so lange wie möglich, Anschluss an das Peloton zu halten und gegebenenfalls wieder aufzuschließen. Gelingt dies nicht, sind große Zeitabstände unvermeidlich. Bei Etappenrennen mit langen Bergpassagen sammeln sich daher die bergschwachen Sprinter in einem „zweiten Peloton“, dem sogenannten „Gruppetto“, um größere Rückstände zu vermeiden und damit dem Ausschluss durch Überschreitung der Karenzzeit zu entgehen.

## Steuerung des Hauptfeldes durch die Kapitäne
Im Radsport wird nicht ausschließlich „gegeneinander“ gefahren. Zweckbündnisse – in Ausreißergruppen wie im Peloton – sind an der Tagesordnung. Wie dies geschieht, richtet sich nach den ungeschriebenen Gesetzen des Radsports – etwa der Nahrungsaufnahme bei der sogenannten Verpflegungskontrolle, Sturz oder Defekt eines der Favoriten, Ortsdurchfahrten in der „Heimat“ einzelner Fahrer – bedarf es lediglich einer kurzen Absprache unter den Kapitänen, um das Hauptfeld auf eine mäßige Geschwindigkeit zu drosseln.

## Sprintzüge
Im Finale von Eintagesrennen oder Etappen von Rundfahrten obliegt es den sogenannten Sprintzügen (ital. treni) der Sprintspezialisten, das heißt den drei bis sechs schnellsten und tempofestesten Mannschaftshelfern, das Tempo des Pelotons dauerhaft hochzuhalten, um einen Massensprint des Pelotons zu ermöglichen. Entsprechend liegt die Durchschnittsgeschwindigkeit auf den letzten fünf Kilometern in der Regel bei 55–60 km/h, nicht selten darüber.